# Twist y Rock con Los Pekenikes (EP)
Twist y Rock por Los Pekenikes es el 2º EP de Los Pekenikes y fue publicado en 1962, tras un nuevo cambio de músicos. En primer lugar el Batería y cantante principal "Eddie" Guzmán es sustituido como cantante por el también filipino Junior, y como batería por José Nieto que ha vuelto del servicio militar y por fin graba. Guzmán intenta primero una carrera de solista y luego desembarca en Los 4 jets.  Como proclama el título del EP, el sonido es rock and roll y twist. Es posible que la versión de "Tallahassee Lassie" ("Chica alborotada") esté influenciada por la versión del grupo azteca Los Locos Del Ritmo El Twist de los elefantes es una versión instrumental del Tango De L'éléphant de Line Renaud.
En 2011 se compila este y todos los demás discos EP en CD, estando este título en el llamado Los EP's originales remasterizados Vol. 1 (1961-1963).

## Lista de canciones
| Cara 1 | |          |  |
| N.º    | Título | Duración |  |
| 1.     | «Chica alborotada (vers. hispana de Tallahassee Lassie)» (C. Piscariello (Freddy Cannon) - Letra en español: Javier Valdés (Enrique Martín Garea) | 2:16     |  |
| 2.     | «La Paloma» (Sebastián de Iradier y Salaverri) | 3:08     |  |

| Cara 2 | |          |  |
| N.º    | Título                                                                                                | Duración |  |
| 1.     | «Twist de los elefantes (vers. instrumental del Tango De L'éléphant» (Fernand Bonifay-Bernard Landes) | 2:37     |  |
| 2.     | «Runaround Sue» (Dion DiMucci - Ernie Maresca)                                                        | 3:09     |  |

## Miembros
Eddie Guzmán se va y es sustituido a la batería por José Nieto (el batería original) ya regresado del servicio militar, y a la voz por Junior, siendo por primera vez seis miembros.
- Alfonso Sainz - Saxo Tenor
- Lucas Sainz - Guitarra líder
- Ignacio Martín Sequeros - Bajo eléctrico
- José Nieto (músico) - Batería
- Tony Luz - Guitarra rítmica
- Junior - Cantante